# Dalbergia glabra
Dalbergia glabra  es una especie de liana perteneciente a la familia de las fabáceas. 

## Características
Son bejucos. Folíolos 7--12, oblongos, elípticos o obovados, de 1-3,5 cm de largo y 0,7-2 cm de ancho, ápice redondeado, retuso o emarginado y apiculado, de base redondeada a aguda, con diminutos pelos rectos y estípulas no vistas. Posee inflorescencias cimosa-paniculadas, pequeñas, axilares o algunas veces terminales, pedicelos 1-1.5 mm de largo, flores 4-5,5 (6) mm de largo; cáliz 2-2,3 mm de largo, con pelos adpresos escasos, el lobo carinal lineal atenuado y los laterales y el vexilar más amplio; tiene pétalos blancos. Frutos oblongos de 5-6,5 cm de largo y 0,9 a 1,4 cm de ancho.

## Distribución y hábitat
Se distribuye desde México hasta Nicaragua  en clima cálido desde el nivel del mar hasta los 30 m de altura. Asociada a bosques tropicales subcaducifolios y perennifolios.

## Propiedades
En el sureste del país, en Yucatán, se aprovechan las partes subterráneas que preparadas en infusión y tomada, sirve para el vómito. Asimismo, se le ocupa como antiinflamatorio de rodillas y piernas, contra el asma y como anticonvulsivo en Quintana Roo.
Además, se le emplea contra la pelagra y en la enfermedad cultural llamada mal de ojo.

## Taxonomía
Dalbergia glabra fue descrita por (Mill.) Standl. y publicado en Publications of the Field Museum of Natural History, Botanical Series 8(1): 15. 1930.
Sinonimia
- Amerimnon campechianum Kuntze
- Amerimnon glabrum (Mill.) Standl.
- Dalbergia campechiana Benth.
- Dalbergia cibix Pittier
- Dalbergia purpusii Brandegee
- Dalbergia tabascana Pittier
- Robinia glabra Mill.[3]